# Voor-Pommeren

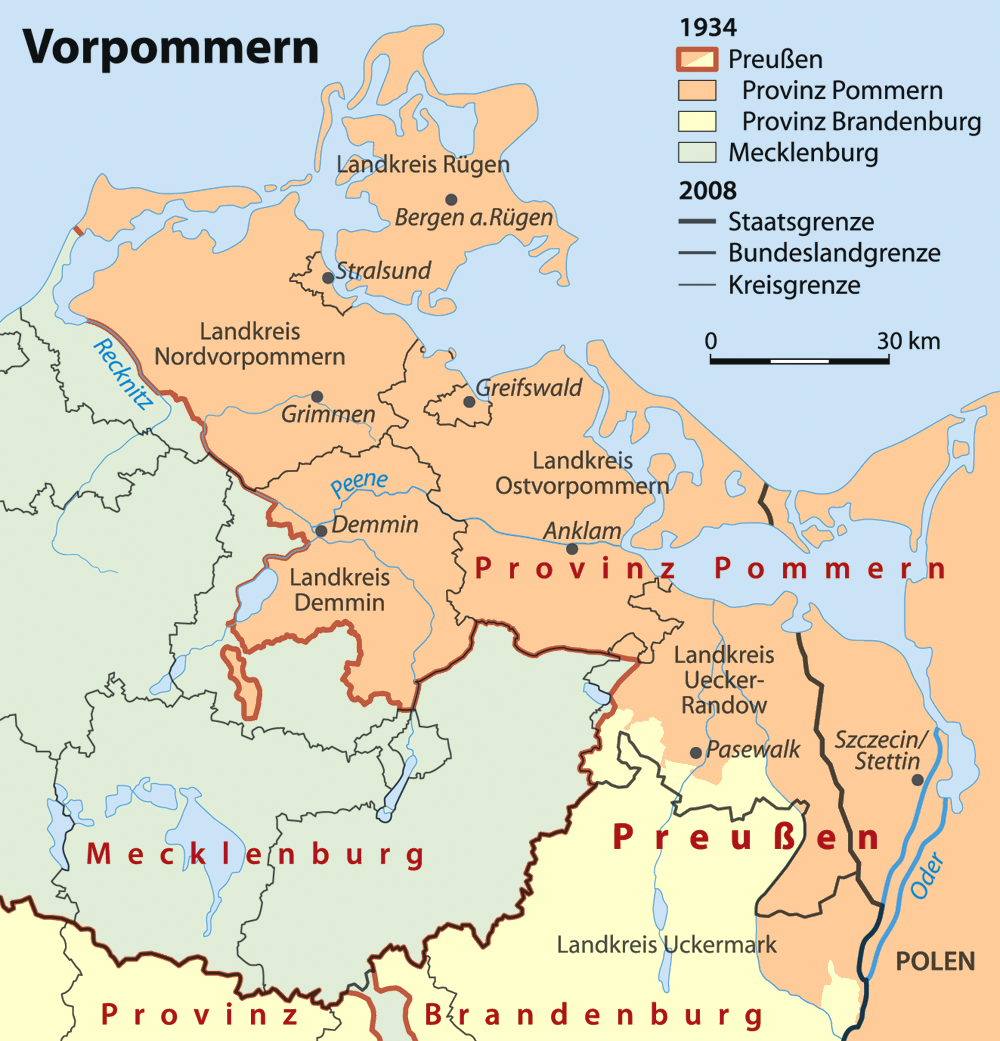
Kaart van Voor-Pommeren

Voor-Pommeren (Duits: Vorpommern, Pools: Pomorze Przednie) is het westelijke gedeelte van het historische hertogdom Pommeren en latere Pruisische provincie Pommeren. Het ligt aan de Oostzee tussen de rivieren Recknitz en Oder. Het andere (oostelijke) deel van Pommeren heet Achter-Pommeren.
Het overgrote deel van Voor-Pommeren maakt deel uit van de Duitse deelstaat Mecklenburg-Voor-Pommeren (Mecklenburg-Vorpommern). Alleen de stad Szczecin en directe omgeving behoren tot Polen. De voornaamste steden in het Duitse Voor-Pommeren zijn Stralsund en Greifswald. Ook de eilanden Rügen, Hiddensee en Usedom, alsmede het schiereiland Fischland-Darß-Zingst, behoren tot Voor-Pommeren.
Voor-Pommeren is een geliefde bestemming voor Duitse toeristen. In het gebied zijn het Nationale Park Vorpommersche Boddenlandschaft en het Nationale Park Jasmund te vinden. Bekende langeafstandsfietsroutes die het gebied doorkruisen zijn de Oostzeekustroute, de route Berlijn-Kopenhagen en de route Oder-Neisse.